# Danh sách thủ môn ghi bàn tại Giải bóng đá Vô địch Quốc gia Việt Nam
Giải bóng đá Vô địch Quốc gia Việt Nam là giải đấu bóng đá hàng đầu trong hệ thống các giải bóng đá tại Việt Nam. Được thành lập vào năm năm 1980 với tên gọi Giải bóng đá A1 toàn quốc, giải đấu đã tồn tại qua 42 mùa giải tính đến năm 2025 (ngoại trừ các năm 1988 không tổ chức, năm 1999 chỉ có giải tập huấn và năm 2021 bị hủy bỏ). Mùa giải 2000–01, giải chính thức chuyển sang mô hình chuyên nghiệp với tên thương hiệu mới là V-League; sau đó được thay đổi thành V.League 1 từ năm 2013. Trong khoảng thời gian kể từ năm 2000 đến nay, đã có ba thủ môn từng ghi được bàn thắng tại Giải bóng đá Vô địch Quốc gia. Phan Văn Santos là thủ môn đầu tiên ghi bàn và cũng là thủ môn ghi được nhiều bàn thắng nhất tại giải V.League khi thi đấu cho câu lạc bộ Đồng Tâm Long An, trong khi thủ môn gần nhất làm được điều này là Bùi Tiến Dũng của câu lạc bộ SHB Đà Nẵng vào năm 2025.

## Danh sách

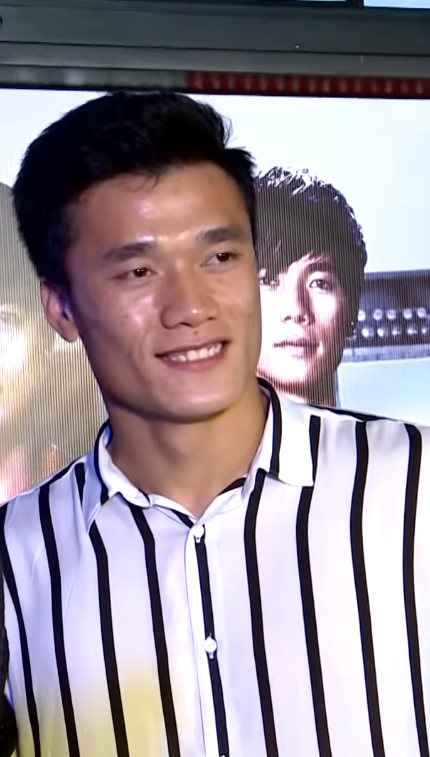
Bùi Tiến Dũng là thủ môn gần nhất ghi bàn trong một trận đấu tại giải V.League.

Trong bảng dưới đây, bàn thắng và kết quả của câu lạc bộ có thủ môn ghi bàn được liệt kê trước.
| Decided in extra time | Bàn thắng được ghi từ chấm đá phạt đền |

| #  | Ngày                | Cầu thủ          | Quốc tịch | Câu lạc bộ            | Đối thủ                    | Bàn thắng | Kết quả | TK            |
| -- | ------------------- | ---------------- | --------- | --------------------- | -------------------------- | --------- | ------- | ------------- |
| 1  | 19 tháng 1 năm 2003 | Fabio dos Santos | Brasil    | Gạch Đồng Tâm Long An | Đồng Tháp                  | 1–0       | 2–0     | [ 5 ]         |
| 2  | 8 tháng 2 năm 2004  | Fabio dos Santos | Brasil    | Gạch Đồng Tâm Long An | Đà Nẵng                    | 2–4       | 2–5     | [ 6 ]         |
| 3  | 11 tháng 4 năm 2004 | Fabio dos Santos | Brasil    | Gạch Đồng Tâm Long An | Delta Đồng Tháp            | 3–1       | 3–1     | [ 7 ]         |
| 4  | 27 tháng 5 năm 2004 | Fabio dos Santos | Brasil    | Gạch Đồng Tâm Long An | LG Hà Nội ACB              | 2–1       | 3–1     | [ 8 ]         |
| 5  | 6 tháng 2 năm 2005  | Fabio dos Santos | Brasil    | Gạch Đồng Tâm Long An | Thép Miền Nam Cảng Sài Gòn | 1–0       | 2–2     | [ 9 ]         |
| 6  | 24 tháng 4 năm 2005 | Fabio dos Santos | Brasil    | Gạch Đồng Tâm Long An | Đà Nẵng                    | 1–0       | 1–0     | [ 10 ]        |
| 7  | 19 tháng 6 năm 2005 | Fabio dos Santos | Brasil    | Gạch Đồng Tâm Long An | LG Hà Nội ACB              | 5–0       | 5–0     | [ 11 ]        |
| 8  | 13 tháng 5 năm 2006 | Fabio dos Santos | Brasil    | Gạch Đồng Tâm Long An | Khatoco Khánh Hòa          | 3–1       | 3–1     | [ 12 ]        |
| 9  | 28 tháng 7 năm 2007 | Bùi Tấn Trường   | Việt Nam  | Đồng Tháp             | Đồng Tâm Long An           | 2–2       | 2–2     | [ 13 ] [ 14 ] |
| 10 | 7 tháng 3 năm 2008  | Phan Văn Santos  | Việt Nam  | Đồng Tâm Long An      | Becamex Bình Dương         | 3–0†      | 3–0     | [ 15 ]        |
| 11 | 25 tháng 7 năm 2009 | Phan Văn Santos  | Việt Nam  | Đồng Tâm Long An      | Hoàng Anh Gia Lai          | 2–0       | 3–0     | [ 16 ]        |
| 12 | 9 tháng 8 năm 2009  | Phan Văn Santos  | Việt Nam  | Đồng Tâm Long An      | Xi măng Hải Phòng          | 1–1       | 1–1     | [ 17 ]        |
| 13 | 10 tháng 5 năm 2025 | Bùi Tiến Dũng    | Việt Nam  | SHB Đà Nẵng           | Quy Nhơn Bình Định         | 2–1       | 3–1     | [ 18 ]        |

## Ghi bàn theo cầu thủ
| Hạng | Cầu thủ         | Số bàn thắng |
| ---- | --------------- | ------------ |
| 1    | Phan Văn Santos | 11           |
| 2    | Bùi Tấn Trường  | 1            |
| 2    | Bùi Tiến Dũng   | 1            |